# Fairhope, Alabama
Fairhope är en stad (city) i Baldwin County, i delstaten Alabama, USA. Enligt United States Census Bureau har staden en folkmängd på 15 703 invånare (2011) och en landarea på 31,2 km². Staden grundades 1894 som en tilltänkt utopisk koloni av en grupp radikala georgister. Skräckfilmen Get Out (2017) spelades in i staden.